# Mónica Fernández-Aceytuno
Mónica Fernández-Aceytuno (Villa Cisneros - Sáhara Español, 4 de mayo de 1961) es una bióloga y escritora española centrada en la divulgación de temas de naturaleza.

## Biografía y trayectoria
Fernández-Aceytuno nació en Villa Cisneros donde su padre, militar de profesión, estaba destinado. Aunque pasó allí pocos años, este tiempo fue fundamental en la formación de su carácter y su descubrimiento de la naturaleza.
Se licenció en 1991 en Ciencias Biológicas por la Universidad Complutense de Madrid y comenzó trabajando en un laboratorio. Pero, tras una estancia de unos meses en Alaska, siguiendo los pasos de Félix Rodríguez de la Fuente, decidió dejar el laboratorio y dedicarse a la divulgación.
Publicó sus primeros artículos en 1997 en el diario ABC y en 2010 en el medio digital Republica.com. En 2007, creó su propio portal en Internet en el que, con el patrocinio de la Fundación Aquae y la colaboración de los lectores, empezó el Diccionario Aceytuno de la Naturaleza en 2012, guardando las palabras que más le gustaban y del que concluyó su primer volumen en 2019, titulado Las 104 palabras más hermosas de la Naturaleza.
En 2015, comenzó a realizar una serie de clips y microdocumentales para distintos medios. En sus trabajos, Fernández-Aceytuno conjuga y combina habitualmente naturaleza y poesía. En ese mismo año, hizo también una serie de presentaciones del libro de haikus de su hermano, el experto inmobiliario Juan Fernández-Aceytuno, Lógica Sencilla.
Durante el confinamiento en España, debido a la pandemia del COVID-19, redactó el segundo tomo de su diccionario Las 104 palabras más curiosas de la Naturaleza, en el que incluyó la palabra virus, tan presente en ese momento y comentó en ese contextoː

"Sería estupendo que la alerta sanitaria sirviese para potenciar la investigación básica. Se ha puesto el foco en los biólogos y microbiólogos. La ciencia es la que nos va a dar la solución».

## Premios y reconocimientos
En 2003, recibió el Premio Nacional de Medio Ambiente «Félix Rodríguez de la Fuente de Conservación de la Naturaleza» por su labor de difusión, y en 2007 el Premio Literario Jaime de Foxá otorgando por el Real Club de Monteros. Un año después, en octubre de 2008, recibió la Medalla de Honor del Colegio de Ingenieros de Montes al Mérito Profesional por su actividad en la prensa y en Internet. En 2016, obtuvo el premio Brote Comunicación otorgado por el Festival Internacional de Cine Medioambiental de Canarias (FICMEC).

## Obra
- El viento en las hamacas. Ediciones Luca de Tena. 2004.
- Diccionario Aceytuno de la Naturaleza (obra en curso, realizada con la colaboración de los lectores).
- El país de los pájaros que duermen en el aire. Espasa, 2018.
- Las 104 palabras más hermosas de la Naturaleza. Edición propia, 2019.
- Las 104 palabras más curiosas de la Naturaleza. Edición propia, 2020.
- Las 104 palabras del mar. Edición propia. 2024.[9]
- Mañana es tarde. Espasa Calpe. 2025.[10]